# Reinfried Herbst
Reinfried Herbst (* 11. Oktober 1978 in Salzburg) ist ein ehemaliger österreichischer Skirennläufer. Im Weltcup startete er ausschließlich in der Disziplin Slalom, im Europacup auch im Riesenslalom. Herbst gewann bei den Olympischen Winterspielen 2006 die Silbermedaille im Slalom und in der Saison 2009/10 den Slalomweltcup.

## Biografie
Herbst besuchte die Skihauptschule in Bad Gastein und die Skihandelsschule in Stams. Danach absolvierte er den Wehrdienst in der Heeressport- und Nahkampfschule Hochfilzen und begann mit der Ausbildung bei der Zollwache. Die anschließende Umschulung zum Exekutivbediensteten schloss er 2005 ab. Seit 2007 ist er Vater eines Sohnes und seit 2010 einer Tochter.
Einen ersten Erfolg erzielte Herbst im Winter 1991, als er Österreichischer Schülermeister im Super-G wurde. Nach mehreren Top-10-Ergebnissen in FIS-Rennen wurde er 1996 in den Kader des Österreichischen Skiverbandes aufgenommen. Verletzungsbedingt musste er fast die gesamte Saison 1996/97 pausieren. Nach seinem ersten Sieg in einem FIS-Rennen kam er im Jänner 1998 zu seinen ersten Einsätzen im Europacup. Im März 1998 nahm er an den Juniorenweltmeisterschaften in Megève teil und belegte den vierten Platz im Slalom. In den nächsten Jahren fuhr Herbst im Europacup regelmäßig in die Punkteränge, sein erstes Top-10-Ergebnis gelang ihm aber erst am Ende der Saison 1999/2000, als er Dritter im Slalom von See wurde. Auch in der Saison 2000/01 konnte er nur ein Top-10-Resultat (sechster Platz im ersten Slalom von Donnersbach) verbuchen. Bei seinem ersten Weltcupstart im Slalom von Kitzbühel am 21. Jänner 2001 qualifizierte er sich nicht für den zweiten Durchgang. Nach einer neuerlichen Verletzung im November 2001 konnte er im Rest dieses Winters keine Rennen mehr bestreiten.
In der Comebacksaison 2002/03 erreichte Herbst im Europacup vier Top-10-Ergebnisse, alle im Riesenslalom, womit er Platz zehn in der Disziplinenwertung belegte. Im Weltcup konnte er im Dezember 2002 mit Platz 13 im K.-o.-Slalom von Sestriere erstmals punkten, blieb jedoch bei seinen weiteren sechs Slalomstarts ohne Ergebnis. Auch im nächsten Winter erzielte er in seinen drei Weltcuprennen kein Resultat. Besser erging es ihm in der Saison 2003/04 im Europacup, wo er im Jänner in den beiden Slaloms von Todtnau seine ersten Siege feierte, damit punktegleich mit dem Italiener Lucas Senoner den zweiten Platz in der Slalomwertung erreichte und sich dadurch einen Fixstartplatz für den Weltcup sicherte. Im Riesenslalom gelangen ihm zwei dritte Plätze, womit er in dieser Disziplinenwertung den fünften Platz und im Gesamtklassement Rang vier erreichte. In der Weltcupsaison 2004/05 gelangen ihm in acht Slaloms aber nur zwei Resultate (Platz 20 in Beaver Creek und Rang 16 in Schladming), weshalb er mangels guter Ergebnisse im Frühjahr 2005 aus dem ÖSV-Kader entlassen wurde.
Herbst musste das Sommertraining auf eigene Kosten absolvieren und konnte sich erst kurz vor Saisonbeginn 2005/06 wieder für den Weltcup qualifizieren. Binnen weniger Wochen etablierte er sich an der Slalom-Weltspitze: Am 12. Dezember 2005 fuhr Herbst in Madonna di Campiglio erstmals unter die besten zehn und am 22. Jänner 2006 stand er als Zweiter des Slaloms von Kitzbühel zum ersten Mal auf dem Podest. Einen Monat später gelang ihm bei den Olympischen Winterspielen 2006 in Turin sein bisher größter Erfolg, als er hinter Benjamin Raich die Silbermedaille im Slalom gewann. Zwei Wochen danach feierte er im Slalom von Shigakōgen seinen ersten Weltcupsieg (ex aequo mit Kalle Palander) und nach dem Winter wurde er in die Nationalmannschaft des ÖSV einberufen.
Am 21. Juli 2006 erlitt Herbst bei einem Benefiz-Fußballspiel einen Kreuzbandriss im linken Knie. Nach rascher Rehabilitation konnte er bereits sechs Monate später, Ende Jänner 2007, wieder an Weltcuprennen teilnehmen und sich für die Weltmeisterschaften 2007 im Februar in Åre qualifizieren, wo er aber schon im ersten Durchgang ausschied. Sein bestes Saisonergebnis im Weltcup erreichte er mit Platz acht beim Finale in Lenzerheide. In der Saison 2007/08 kehrte Herbst wieder auf das Siegerpodest zurück. Er gewann die Slaloms in Garmisch-Partenkirchen und Bormio, wurde Dritter in Zagreb und erreichte damit den dritten Platz im Slalomweltcup. Auch in der Saison 2008/09 feierte er zwei Siege in Adelboden und in Schladming. Zudem wurde er Zweiter in Wengen und Dritter in Garmisch-Partenkirchen. Im Slalomweltcup fiel er allerdings um zwei Plätze um Rang fünf zurück. Bei den Weltmeisterschaften 2009 in Val-d’Isère schied Herbst wie schon zwei Jahre zuvor im ersten Slalomdurchgang aus. Zwischen den Weltcuprennen startet er auch öfters im Europacup, wo er in den Saisonen 2007/08 und 2008/09 mit vier bzw. drei Siegen jeweils den zweiten Platz im Slalomklassement belegte.
Die Weltcupsaison 2009/10 begann Herbst mit zwei Siegen in Levi und Alta Badia. Zwei weitere Siege folgten Ende Jänner in Schladming und Kranjska Gora. Herbst reiste als Weltcupführender und als einer der meistgenannten Favoriten zu den Olympischen Winterspielen 2010, in Whistler wurde er jedoch nur Zehnter. Beim Weltcup-Finale in Garmisch-Partenkirchen entschied er knapp vor Julien Lizeroux die Slalom-Weltcupwertung für sich. In der Saison 2010/11 blieb Herbst im Gegensatz zu den Vorjahren ohne Weltcupsieg. Er fuhr zweimal auf das Podest und fiel auf Platz neun im Slalomweltcup zurück. Bei den Weltmeisterschaften 2011 in Garmisch-Partenkirchen schied er im zweiten Slalomdurchgang aus, nachdem er im ersten Lauf auf Platz zehn gelegen war. In der Weltcupsaison 2011/12 fiel Herbst weiter zurück. Er kam nur einmal als Achter des Slaloms von Schladming unter die besten zehn und belegte im Slalomweltcup den 25. Rang – sein schlechtestes Resultat seit sieben Jahren. Zwar fuhr Herbst in der Saison 2012/13 fünfmal unter die besten zehn, doch aufgrund der starken teaminternen Konkurrenz wurde er nicht für die Weltmeisterschaften 2013 nominiert.
Die Saison 2013/14 verlief durchwachsen, nur selten brachte Herbst gute Läufe ins Ziel, auch mit einem möglichen Karriereende wurde spekuliert. Im April 2014 gab er jedoch bekannt, seine Karriere noch zumindest zwei Jahre fortsetzen zu wollen und verlängerte den Vertrag mit seinem Ausrüster bis zum Ende der Saison 2015/16. Nach dem Slalom von Kranjska Gora am 6. März 2016, in welchem er mit Startnummer 66 ins Rennen gegangen war (Endrang 63, dadurch weit von einer Qualifikation für den 2. Lauf entfernt), beendete er seine aktive Karriere.

## Erfolge

### Olympische Spiele
- Turin 2006: 2. Slalom
- Vancouver 2010: 10. Slalom

### Weltmeisterschaften
- Vail/Beaver Creek 2015: 12. Slalom

### Weltcupwertungen
Reinfried Herbst gewann einmal die Disziplinenwertung im Slalom.
| Saison  | Gesamt | Gesamt | Slalom | Slalom | City Event | City Event |
| Saison  | Platz  | Punkte | Platz  | Punkte | Platz      | Punkte     |
| ------- | ------ | ------ | ------ | ------ | ---------- | ---------- |
| 2002/03 | 115.   | 20     | 43.    | 20     | –          | –          |
| 2004/05 | 106.   | 26     | 40.    | 26     | –          | –          |
| 2005/06 | 28.    | 316    | 8.     | 316    | –          | –          |
| 2006/07 | 57.    | 121    | 20.    | 121    | –          | –          |
| 2007/08 | 20.    | 450    | 3.     | 450    | –          | –          |
| 2008/09 | 23.    | 396    | 5.     | 396    | –          | –          |
| 2009/10 | 11.    | 534    | 1.     | 534    | –          | –          |
| 2010/11 | 30.    | 278    | 9.     | 248    | 5.         | 30         |
| 2011/12 | 66.    | 108    | 25.    | 108    | –          | –          |
| 2012/13 | 33.    | 197    | 11.    | 197    | 11.*       | 30*        |
| 2013/14 | 46.    | 158    | 14.    | 158    | –          | –          |
| 2014/15 | 71.    | 83     | 22.    | 83     | –          | –          |
| 2015/16 | 133.   | 13     | 45.    | 13     | –          | –          |

* zählte zum Slalom-Weltcup

### Weltcupsiege
Herbst errang 16 Podestplätze in Einzelrennen, davon 9 Siege:
| Datum             | Ort                    | Land        | Disziplin |
| ----------------- | ---------------------- | ----------- | --------- |
| 11. März 2006     | Shigakōgen             | Japan       | Slalom    |
| 9. Februar 2008   | Garmisch-Partenkirchen | Deutschland | Slalom    |
| 15. März 2008     | Bormio                 | Italien     | Slalom    |
| 11. Jänner 2009   | Adelboden              | Schweiz     | Slalom    |
| 27. Jänner 2009   | Schladming             | Österreich  | Slalom    |
| 15. November 2009 | Levi                   | Finnland    | Slalom    |
| 21. Dezember 2009 | Alta Badia             | Italien     | Slalom    |
| 26. Jänner 2010   | Schladming             | Österreich  | Slalom    |
| 31. Jänner 2010   | Kranjska Gora          | Slowenien   | Slalom    |

Hinzu kommen 2 Siege bei Mannschaftswettbewerben.

### Europacup
- Saison 2003/04: 4. Gesamtwertung, 2. Slalomwertung, 5. Riesenslalomwertung
- Saison 2007/08: 7. Gesamtwertung, 2. Slalomwertung
- Saison 2008/09: 2. Slalomwertung
- 20 Podestplätze, davon 11 Siege

### Junioren-Weltmeisterschaften
- Megève 1998: 4. Slalom

### Weitere Erfolge
- 2 Mal Österreichischer Meister (Riesenslalom 2003, Slalom 2008)
- 7 Siege in FIS-Rennen

## Auszeichnungen
- Silbernes Ehrenzeichen für Verdienste um die Republik Österreich (2006)
- Großes Goldenes Sportehrenzeichen des Österreichischen Skiverbandes